# ساحة المهد

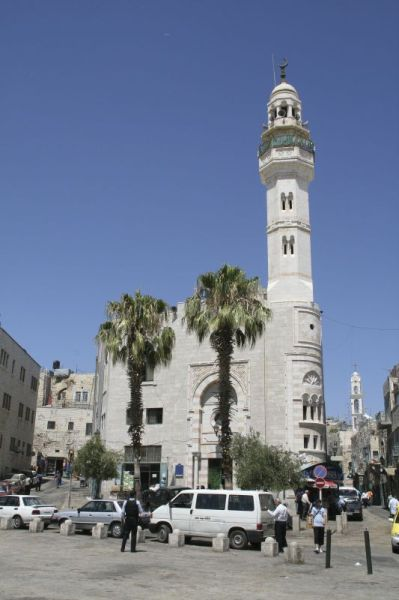
مسجد عمر، ساحة المهد

ساحة المهد (بالإنجليزية: Manger Square)‏ هي ساحة وسط مدينة بيت لحم في فلسطين. يأخذ اسمها من المكان الذي يُقال أن يسوع قد وُلد فيه، وفقًا للتقاليد المسيحية، فقد ولد السيد المسيح في مغارة المهد، المنصوص عليها منذ القرن الرابع في كنيسة المهد.
تضم الساحة كنيسة المهد، ومسجد عمر (المسجد الوحيد في بلدة بيت لحم القديمة)، بالإضافة إلى مركز السلام ومبنى بلدية بيت لحم. ترتبط الشوارع المؤدية إلى الساحة بالإيمان المسيحي، مثل شارع المهد وشارع النجمة.
في الفترة 1998-1999، تم ترميم الساحة لتخفيف الازدحام المروري وهي في الوقت الحالي لاستخدام المشاة فقط بدرجة كبيرة.وهي مكان اجتماع للسكان المحليين ولعديد من الحجاج المسحيين في المدينة. هناك صفوف من أشجار الميس الجنوبي التي توفر ظلًا لأهاليها، بمقاعد ونافورات مصنوعة من الحجر الجيري الأبيض المصفر والأصفر والمعروفة باسم رخام النقب.

## احتفالات عيد الميلاد
تعد ساحة المهد نقطة محورية لجميع احتفالات عيد الميلاد في بيت لحم، حيث تتوج الساحة شجرة عيد الميلاد عملاقة. تعد الساحة المكان التقليدي الذي يغني فيه السكان المحليون والحجاج ترانيم الميلاد قبل قداس منتصف الليل في كنيسة المهد. تتبع بطريركية الروم الأرثوذكسية في القدس والكنيسة الرسولية الأرمنية التقويم اليولياني طقوسيًا، في حين تتبع الكنيسة الرومانية الكاثوليكية التقويم الغريغوري الحديث. وهكذا تعقد خدمات عشية عيد الميلاد للاعترافات الشرقية والغربية في أيام مختلفة. تحتفل الكنيسة الكاثوليكية الرومانية بعيد الميلاد في 25 ديسمبر ؛ الاحتفالات الأرثوذكسية في 7 يناير.

## ماراثون فلسطين
منذ عام 2013، تعد ساحة المهد مكانًا للأنشطة الرياضية والثقافية، ونقطة بدء وانتهاء ماراثون فلسطين.

## حصار كنيسة المهد
في مايو 2002، اقتحم جيش الاحتلال الإسرائيلي ساحة المهد خلال اجتياحه مدينة بيت لحم ضمن عملية الدرع الواقي، وحاصر عدد من السكان المحليين وبعض المسلحين الفلسطينيين (بعضهم من عناصر الأجهزة الأمنية الفلسطينية) ورهبان الكنيسة. قدر عدد الأشخاص الموجودين داخل الكنيسة بما يترواح بين 120-240 شخص. استمر حصار المهد حوالي 5 أسابيع قتل فيها قناصة جيش الاحتلال عدة فلسطينيين داخل الكنيسة من ضمنهم أحد رهبان الكنيسة.  انتهى الحصار بإبعاد 13 فلسطينيًا إلى مختلف الدول الأوروبية عبر قبرص، و26 آخرين إلى قطاع غزة، وأطلق سراح البقية. أدعى جيش الاحتلال عثوره على 40 عبوة ناسفة بعد انتهاء الحصار داخل الكنيسة.

## معرض صور

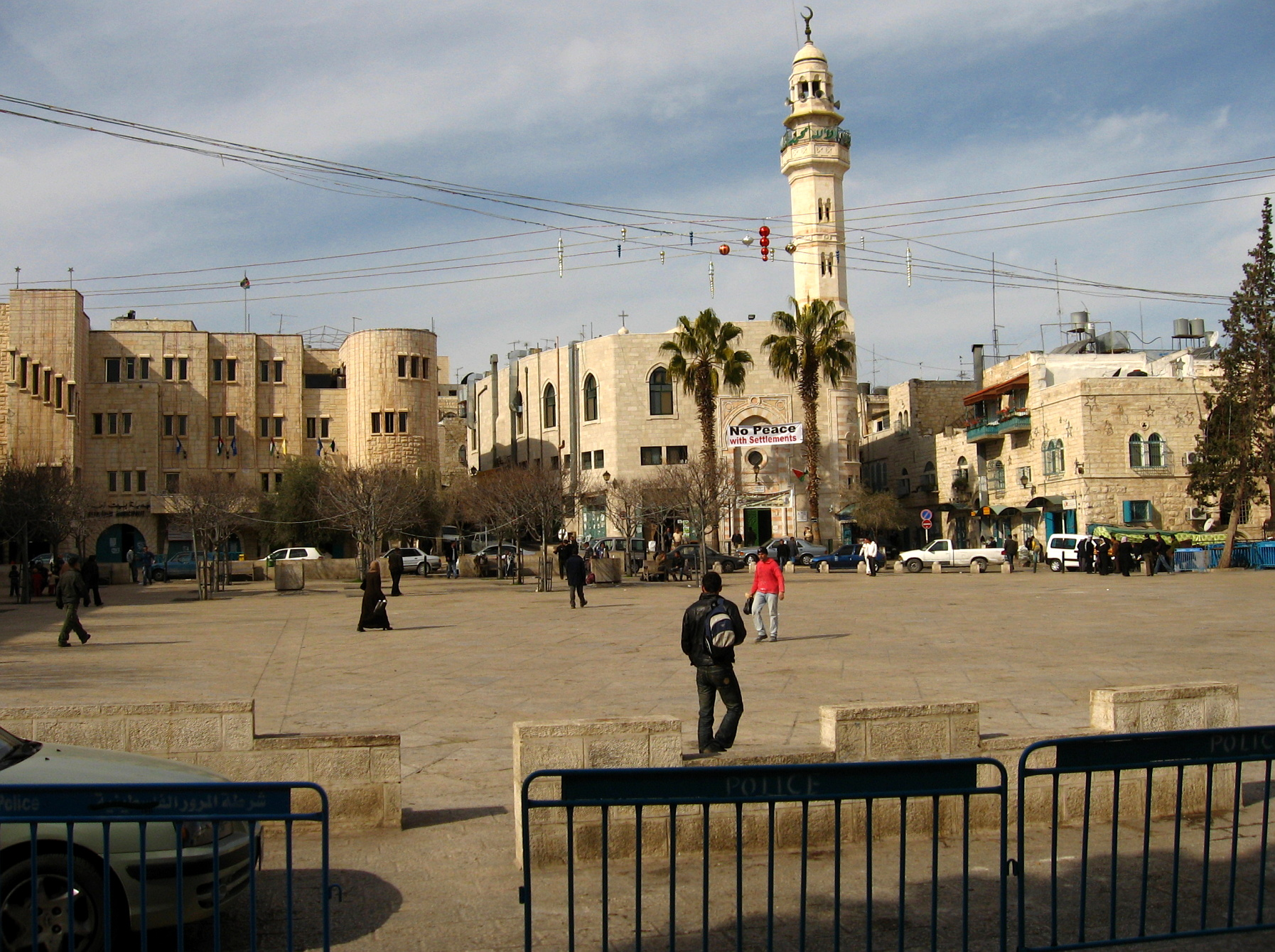
ساحة المهد ومسجد عمر في بيت لحم
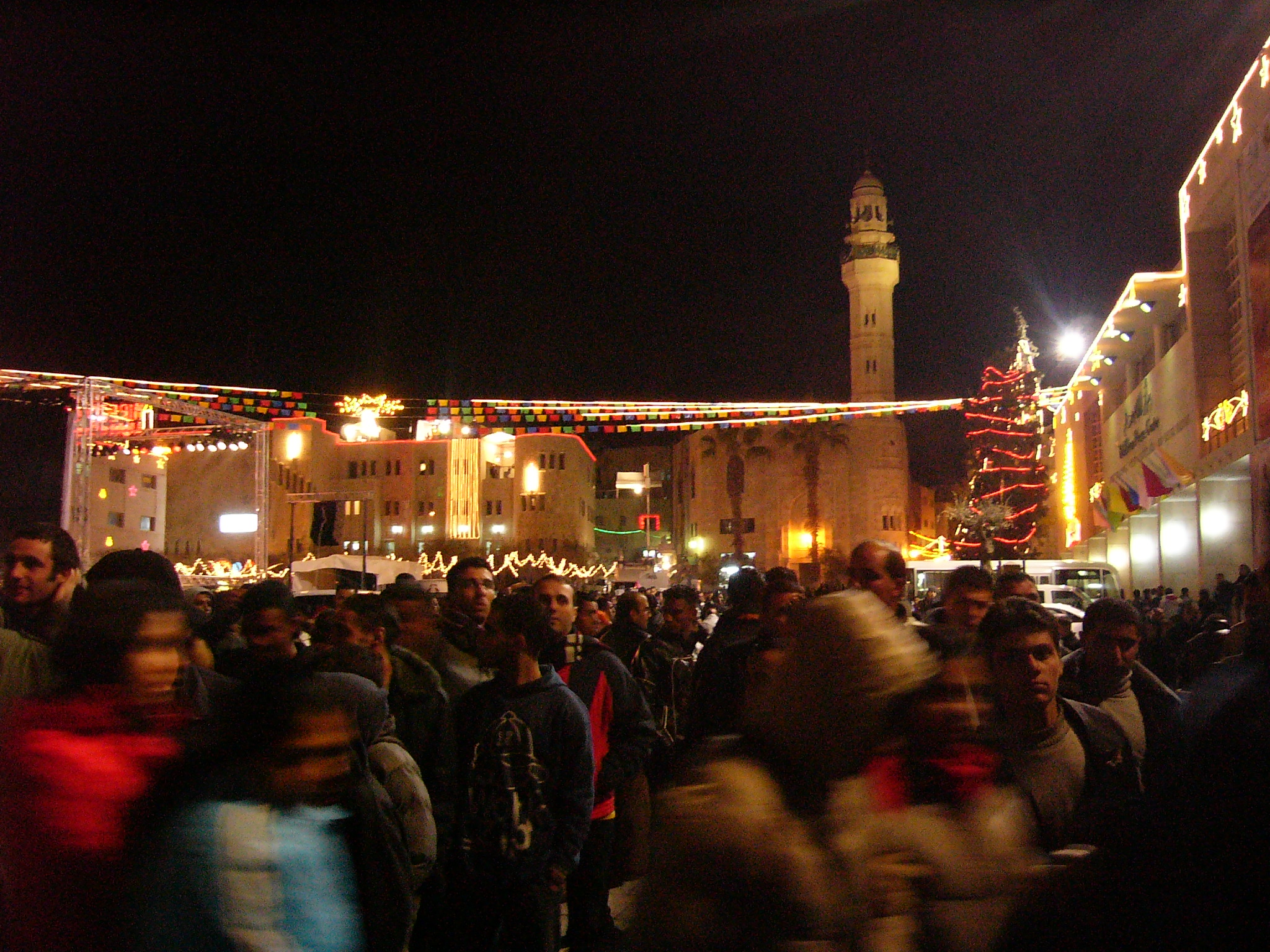
عيد الميلاد في ساحة المهد، 2006.
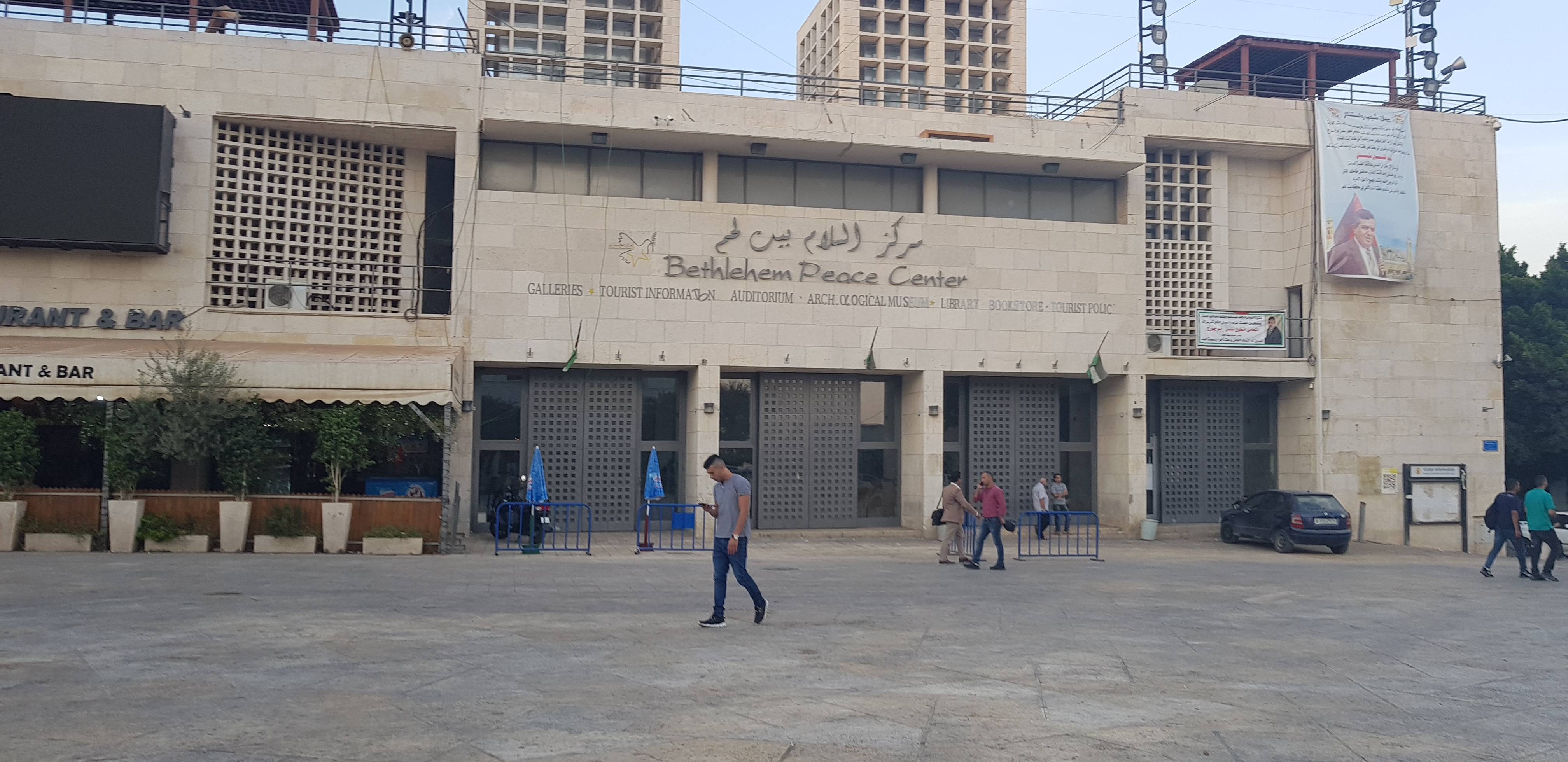
مركز السلام في بيت لحم، ساحة المهد
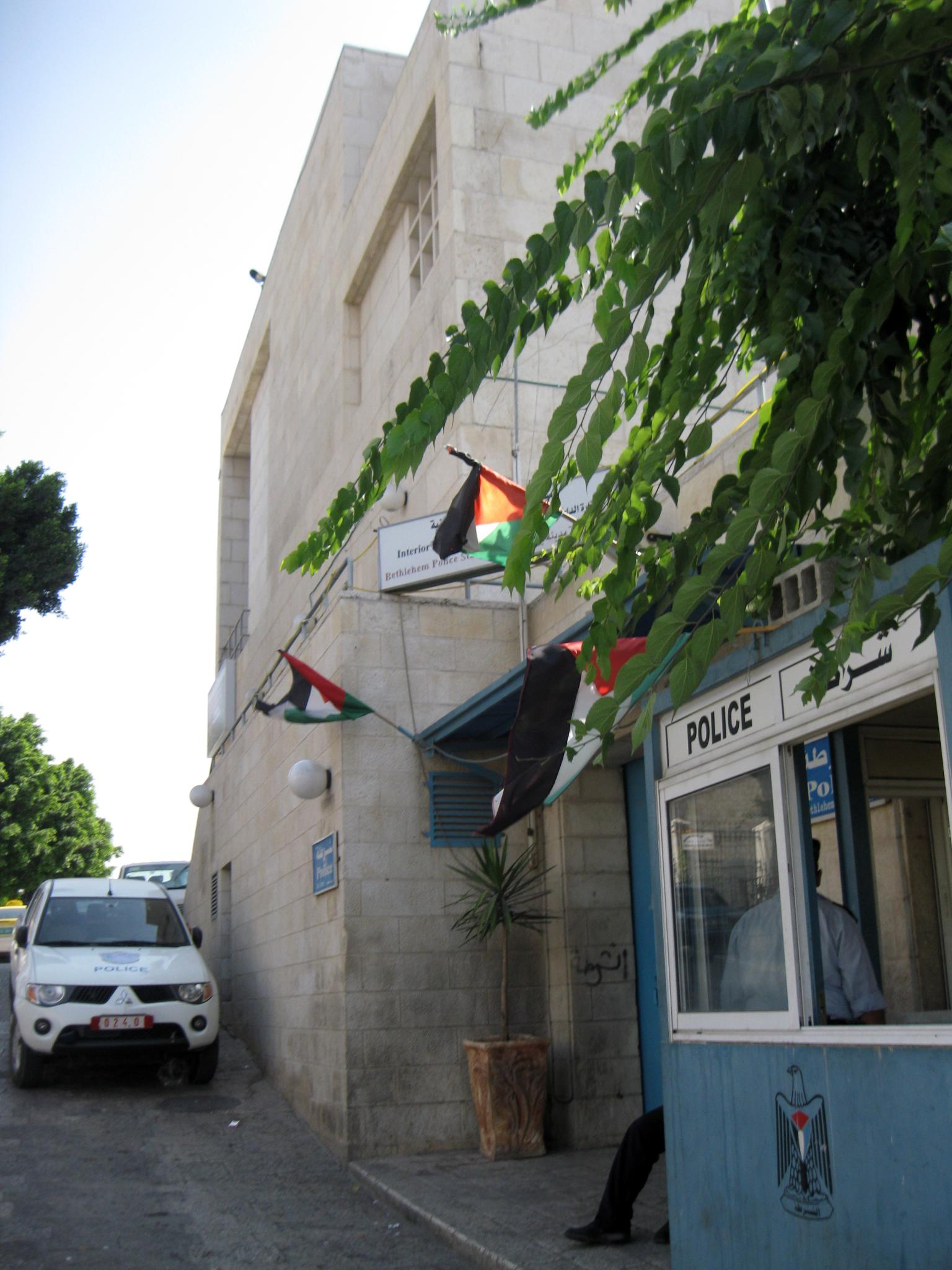
مركز شرطة المدينة، ساحة المهد
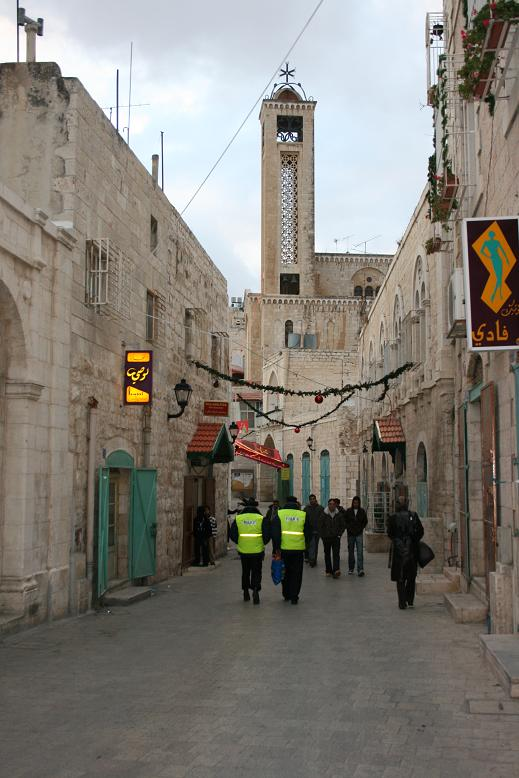
شارع النجمة
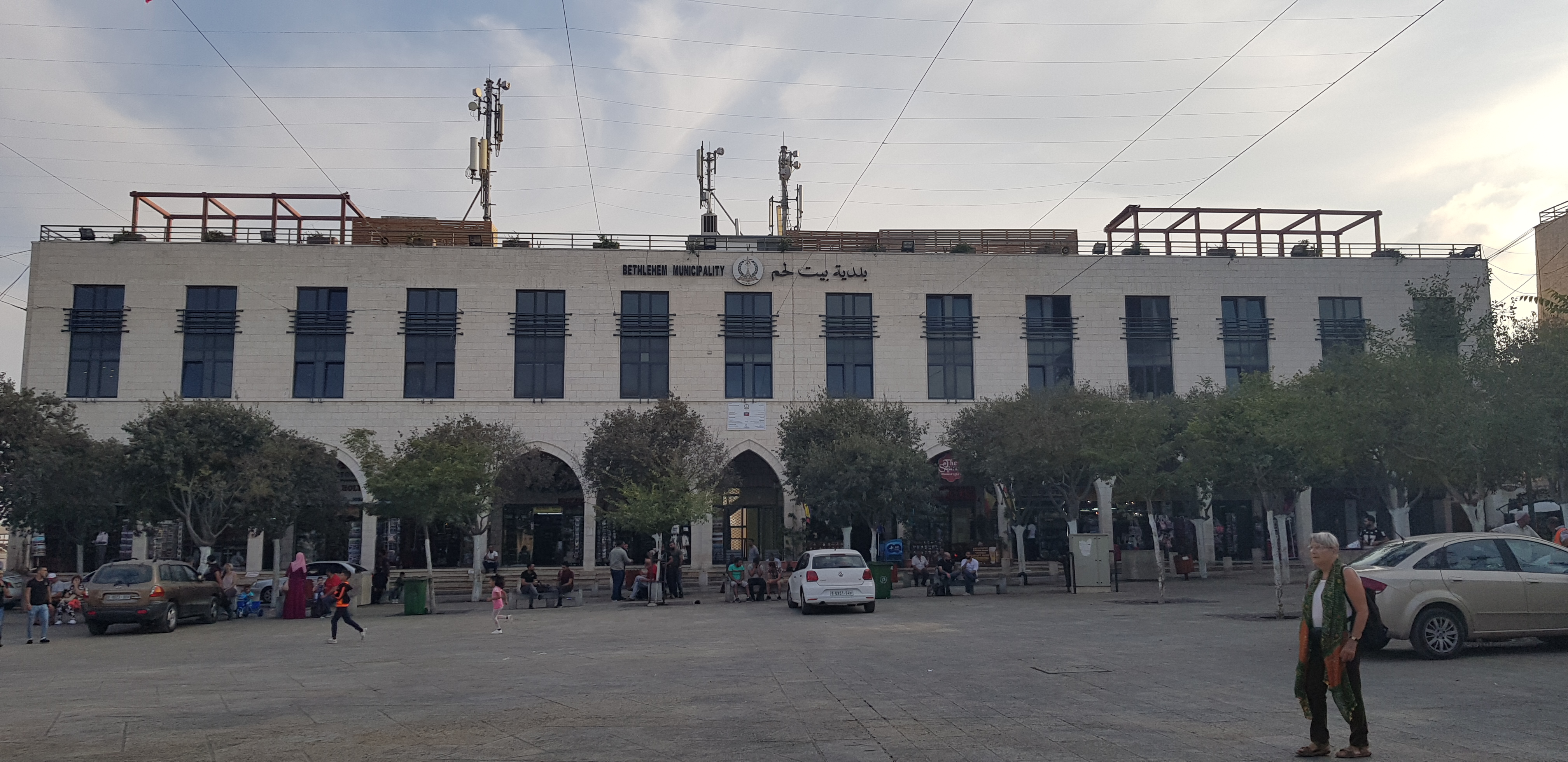
مبنى بلدية بيت لحم